# Bellefire
Le Bellefire sono state un girl group irlandese attivo dal 1999 al 2004.

## Formazione
- Kelly Kilfeather
- Cathy Newell
- Ciara Newell
- Tara Lee
- Paula O'Neill

## Discografia

### Album
- 2001 - After the Rain
- 2004 - Spin the Wheel (solo in Asia)

### Singoli
- 2001 - Perfect Bliss
- 2002 - All I Want Is You
- 2004 - Spin the Wheel